# Aeroportul Salton Sea
Aeroportul Salton Sea (IATA: SAS, ICAO: KSAS, FAA LID: SAS) este un aeroport din California, Statele Unite ale Americii ce deservește zona Salton City⁠(d).
Situat la o altitudine de −26 m, aeroportul dispune de 1 pistă.

## Infrastructură

### Piste
Aeroportul dispune de o singură pistă. Pista 07/25 are suprafața de pietriș și dimensiunile 5.000 picioare × 75 picioare. 